# Айкал, Гюрер
Гюрер Айкал (тур. Gürer Aykal; род. 1942, Эскишехир, Турция) — турецкий дирижёр и адъюнкт-профессор Билькентского университета. Он был музыкальным руководителем и главным дирижёром Стамбульского филармонического оркестра Борусан с 1999 по 2009 год. Государственный артист Турции (1981).

## Образование
Айкал родился в турецком городе Эскишехир. Учился в государственной консерватории Анкары. Изучал игру на скрипке в 1963 году (у Недждета Ремзи Атака), и композицию в 1969 году (у Ахмеда Аднана Сайгуна). Затем отправился учиться дирижированию в Лондон в Гилдхоллскую школу музыки, где его преподавателями стали такие дирижёры как Андре Превин и Джордж Хёрст. Потом он отправился в Италию для продолжения учебы и получил степень доктора музыкальных искусств в Национальной академии Святой Цецилии в 1973 году. Затем, по совету Аднана Сайгуна, он остался в Италии для изучения Григорианского пения и полифонической музыки эпохи Возрождения в Папском институте сакральной музыки.

## Карьера
Айкал дирижировал Стамбульским государственным симфоническим оркестром, Английским камерным оркестром, Лондонским филармоническим оркестром, симфоническим оркестром Norddeutscher Rundfunk Hamburg, камерным оркестром Анкары (который он основал с Суной Каном), и оркестром Консертгебау. В 1975 году он стал главным дирижёром Президентского симфонического оркестра в Анкаре.
С 1987 по 1991 год Айкал был музыкальным руководителем симфонического оркестра Лаббок в Техасе, а затем с 1992 по 2004 год он был музыкальным руководителем Симфонического оркестра Эль-Пасо в Техасе. Он также был художественным руководителем Международного фортепианного фестиваля в Анталии летом 2014 года.

## Награды
За заслуги в музыке турецкое правительство наградило его почётным званием Государственного артиста в 1981 году.